# آلکساندرو ماسدونسکی
آلکساندرو ماسدونسکی (انگلیسی: Alexandru Macedonski; ۱۴ مارس ۱۸۵۴ – ۲۴ نوامبر ۱۹۲۰) شاعر، رمان‌نویس، نویسنده داستان کوتاه، نقد ادبی، روزنامه‌نگار، ترجمه، civil servant اهل رومانی بود.